# Grand Prix de Fourmies 2016
Il Grand Prix de Fourmies 2016, ottantaquattresima edizione della corsa e valida come evento dell'UCI Europe Tour 2016 categoria 1.HC, si svolse il 4 settembre 2016, per un percorso totale di 205 km. Fu vinto dal belga Marcel Kittel, che giunse al traguardo con il tempo di 4h48'32" alla media di 42,629 km/h, precedendo i francesi Nacer Bouhanni e Bryan Coquard.

## Squadre e corridori partecipanti
| N.      | Cod. | Squadra                    |
| ------- | ---- | -------------------------- |
| 1-8     | EQS  | Etixx-Quick Step           |
| 11-18   | FDJ  | FDJ                        |
| 21-28   | AST  | Astana Pro Team            |
| 31-38   | ALM  | AG2R La Mondiale           |
| 41-48   | LAM  | Lampre-Merida              |
| 51-58   | DEN  | Direct Énergie             |
| 61-68   | COF  | Cofidis, Solutions Crédits |
| 71-78   | WGG  | Wanty-Groupe Gobert        |
| 81-88   | WBC  | Wallonie Bruxelles         |
| 91-98   | BOA  | Bora-Argon 18              |
| 101-108 | FVC  | Fortuneo-Vital Concept     |

| N.      | Cod. | Squadra                      |
| ------- | ---- | ---------------------------- |
| 111-118 | ROP  | Roompot Oranje Peloton       |
| 121-128 | TSV  | Topsport Vlaanderen-Baloise  |
| 131-138 | GAZ  | Gazprom-RusVelo              |
| 141-148 | SSG  | Stölting Service Group       |
| 151-158 | STH  | Wilier Triestina-Southeast   |
| 161-168 | RML  | Roubaix Lille Métropole      |
| 171-178 | CRV  | Crelan-Vastgoedservice       |
| 181-188 | AUB  | HP BTP-Auber 93              |
| 191-198 | ADT  | Équipe Armée de Terre        |
| 201-208 | NIP  | Nippo-Vini Fantini           |
| 211-218 | DMP  | Delko-Marseille Provence-KTM |

## Ordine d'arrivo (Top 10)
| Pos. | Corridore           | Squadra       | Tempo    |
| ---- | ------------------- | ------------- | -------- |
| 1    | Marcel Kittel       | Etixx         | 4h48'32" |
| 2    | Nacer Bouhanni      | Cofidis       | s.t.     |
| 3    | Bryan Coquard       | Direct Énerg. | s.t.     |
| 4    | Romain Feillu       | HP BTP        | s.t.     |
| 5    | Manuel Belletti     | Wilier        | s.t.     |
| 6    | Arnaud Démare       | FDJ           | s.t.     |
| 7    | Amaury Capiot       | Topsport      | s.t.     |
| 8    | Sam Bennett         | Bora-Argon    | s.t.     |
| 9    | Samuel Dumoulin     | AG2R          | s.t.     |
| 10   | Baptiste Planckaert | Wallonie      | s.t.     |